# Francesca Arundale
Pour les articles homonymes, voir Arundale.
Francesca Arundale (née en 1847, morte le 23 mars 1924 en Inde) était une théosophe et une franc-maçonne britannique.

## Biographie
Francesca Arundale est née en 1847 à Brighton (Angleterre). Durant l'été 1881, Anna Kingsford donna, chez elle à Londres, une série de conférences intitulées « The Perfect Way », publiées plus tard sous le titre The Perfect Way, or Finding of Christ. Il s’agissait pour elle de communiquer le résultat de ses « illuminations » ainsi que de ses études ésotériques : principalement l’idée que les anciens cultes à mystères étaient des composants essentiels du christianisme. Francesca Arundale suit les conférences « The Perfect Way » d’Anna Kingsford, invitée,, devient membre de la Société théosophique la même année, et une amie proche de Helena Blavatsky.
À partir de 1902, le fils adoptif et petit-neveu de Francesca, George Arundale, devint président de la Société théosophique de France et des Éditions Adyar. Établie en Inde, elle devint particulièrement active dans la branche Varanasi. Elle vécut longtemps en Allemagne, puis à Adyar (près de Chennai en Inde).
Elle est la première Anglaise initiée en franc-maçonnerie au sein de la loge n°1 de la  Grande Loge symbolique écossaise - Le Droit humain en 1896. Elle fonde avec Annie Besant la loge « Human duty » N°6 à Londres en 1902. Elle est une actrice active de l’expansion de la franc-maçonnerie mixte en Inde où elle s'occupe de jeunes filles .